# 로빈슨 테크놀로지

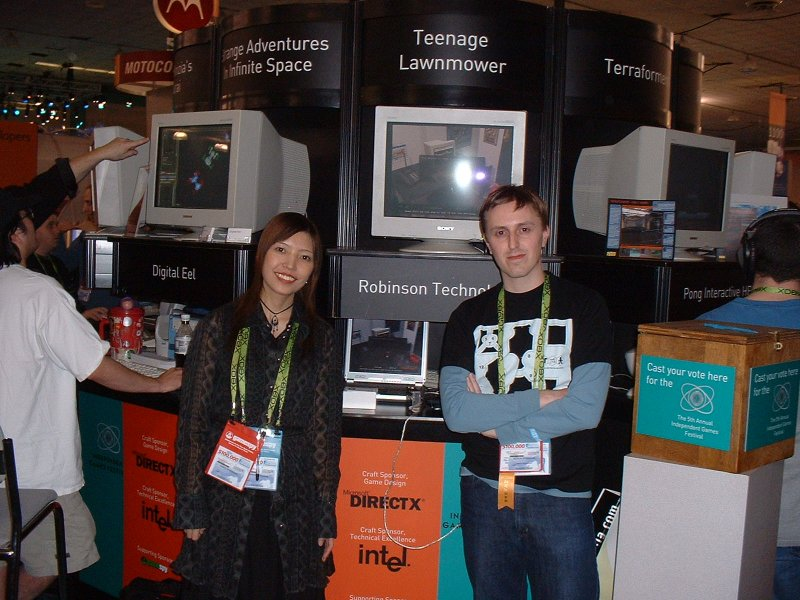

로빈슨 테크놀러지(Robinson Technologies)는 일본에 자리잡은 비디오 게임 개발사이다. 대표작으로는 하무무 소프트웨어와의 합작으로 개발된 다인용 크리에이티브 샌드박스 게임인 그로우토피아가 있다.

## 역사

### 그로우토피아 이전
2013년까지 로빈슨 테크놀로지에서 개발된 작품의 대략적인 목록은 다음과 같다.
- Legend of the Red Dragon (1989)
- Planets: The Exploration of Space (1992)
- Legend of the Red Dragon II: New World
- Dink Smallwood (1997)
- Teenage Lawnmower (2002)
- Dungeon Scroll (2003)
- Tanked (2012)

### Funeral Quest
장례용품 가게를 운영해나가는 다인용 플래시 게임이다.

### Growtopia
독립적인 서버에서 운영되는 샌드박스 MMO 게임이다. 대화, 농경, 미니게임, 상업, 건축, 도박, 사재기, 사기와 전투 등의 요소가 있다. 이는 현재까지 로빈슨 테크놀로지와 하무무 소프트웨어의 최고 성공작이다.
하무무 소프트웨어의 마이크 호멜 등과 공동개발한 이 게임은 (2016년 4월 기준으로) 1500만개의 계정이 등록되어 있으며, 2016년 3월엔 동시접속자 64,000명을 기록하였다. 2012년 12월 안드로이드와 iOS용 버전이 연달아 출시되었으며, 윈도와 맥 베타버전도 2013년 7월에 공개되었다. 2018년도에는 동시접속자 71,000명을 기록하기도 하였다. 하지만 다양한 사기가 존재하고 도박과 같은 건전하지 못한 요소도 있으며 화폐 단위인 월드락과 현금을 교환하는 현금 거래도 블로그나 카페 또는 밴드에서 이루어지고 있다.(게임에서는 현금 거래를 하지말라고 규칙에 적혀있다)